# Zhabei
Zhabei, tidigare stavat Chapei,  var ett stadsdistrikt i Shanghai i östra Kina. Den 4 november 2015 slogs distriktet samman med Jing'an-distriktet.